# HC Oceláři Třinec v české hokejové extralize 2025/2026
Sezóna 2025/2026 je 31. sezónou Třince v české extralize. Hlavním trenérem je Zdeněk Moták.

## Za Třinec v roce 2025/2026 hráli
| Brankář                                                                             | Ondřej Kacetl     | 15. října 1990 (34 let)     |  |                               |
| Brankář                                                                             | Marek Mazanec     | 18. července 1991 (34 let)  |  |                               |
| Obránce                                                                             | Marian Adámek     | 2. října 1997 (27 let)      |  |                               |
| Obránce                                                                             | Marek Hrbas       | 4. března 1993 (32 let)     |  |                               |
| Obránce                                                                             | Bohumil Jank      | 6. července 1992 (33 let)   |  |                               |
| Obránce                                                                             | Patrik Koch       | 8. prosince 1996 (28 let)   |  |                               |
| Obránce                                                                             | Tomáš Kundrátek   | 26. prosince 1989 (35 let)  |  |                               |
| Obránce                                                                             | Martin Marinčin   | 18. února 1992 (33 let)     |  |                               |
| Obránce                                                                             | Richard Nedomlel  | 1. července 1993 (32 let)   |  |                               |
| Obránce                                                                             | Jakub Galvas      | 15. června 1999 (26 let)    |  | příchod z Malmö Redhawks      |
| Obránce                                                                             | Aleš Zielinski    | 6. března 2006 (19 let)     |  |                               |
| Obránce                                                                             | Pavel Průšek      | 6. února 2006 (19 let)      |  | Příchod z Fargo Force         |
| Obránce                                                                             | David Musil       | 9. dubna 1993 (32 let)      |  | Příchod z HC Dynamo Pardubice |
| Útočník                                                                             | David Cienciala   | 1. prosince 1995 (29 let)   |  |                               |
| Útočník                                                                             | Miloš Roman       | 6. listopadu 1999 (25 let)  |  |                               |
| Útočník                                                                             | Oscar Flynn       | 19. dubna 1999 (26 let)     |  | Příchod z Bílí Tygři Liberec  |
| Útočník                                                                             | Ondřej Kovařčík   | 10. června 1995 (30 let)    |  |                               |
| Útočník                                                                             | Michal Kovařčík   | 19. listopadu 1996 (28 let) |  | příchod z Oulun Kärpät        |
| Útočník                                                                             | Vladimír Dravecký | 3. června 1985 (40 let)     |  |                               |
| Útočník                                                                             | Martin Růžička    | 15. prosince 1985 (39 let)  |  |                               |
| Útočník                                                                             | Patrik Hrehorčák  | 18. března 1999 (26 let)    |  |                               |
| Útočník                                                                             | Petr Vrána        | 25. března 1985 (40 let)    |  | Kapitán -                     |
| Útočník                                                                             | Andrej Nestrašil  | 22. února 1991 (34 let)     |  |                               |
| Útočník                                                                             | Daniel Kurovský   | 4. března 1998 (27 let)     |  |                               |
| Útočník                                                                             | Marko Daňo        | 30. listopadu 1994 (30 let) |  |                               |
| Útočník                                                                             | Libor Hudáček     | 7. září 1990 (34 let)       |  |                               |
| Útočník                                                                             | Petr Sikora       | 2. ledna 2006 (19 let)      |  |                               |
| Útočník                                                                             | Matěj Kubiesa     | 11. září 2006 (18 let)      |  |                               |
| Trenéři - Zdeněk Moták, Boris Žabka , Jiří Raszka, Jaroslav Kameš (trenér brankářů) |                   |                             |  |                               |

## Odchody před sezonou
- Michal Teplý do	HC Škoda Plzeň
- Tomáš Marcinko do HC Slovan Bratislava
- Justin Addamo do Mikkelin Jukurit
- Martin Jandus do Rytíři Kladno
- Patrik Švančara do HC Zubr Přerov
- Jakub Jeřábek do HC Škoda Plzeň
- Viliam Čacho do HC Olomouc

## Přípravné zápasy před sezonou
- 12.8.2025 HC Frýdek-Místek  - HC Oceláři Třinec 0:3 (0:0, 0:2, 0:1)
- 14.8.2025 HC Vítkovice Ridera - HC Oceláři Třinec -  Zápas ve Vítkovicích se kvůli zdravotním problémům Vítkovic ruší.
- 21.8.2025 HC Kometa Brno - HC Oceláři Třinec - x:x ()
- 26.8.2025 HC Oceláři Třinec - HC Olomouc  x:x ()
- 28.8.2025 HC Oceláři Třinec - HC MONACObet Banská Bystrica  x:x ()
- 4.9.2025 HC Oceláři Třinec - HC Slovan Bratislava  x:x ()

## Základní část
| Kolo | Datum     | Domácí       | Výsledek | Hosté  | Třetiny | Zápis  |
| ---- | --------- | ------------ | -------- | ------ | ------- | ------ |
| 1.   | 17.9.2025 | Sparta Praha | x : x    | Třinec |         | [ Zde] |

### Statistiky HC Oceláři Třinec
| Základní část | Základní část | Základní část | Základní část | Play off | Play off | Play off | Play off |
| Ročník        | Útočníci      | Obránci       | Brankáři      | Útočníci | Obránci  | Brankáři |          |
| ------------- | ------------- | ------------- | ------------- | -------- | -------- | -------- | -------- |
| 2025/2026     | Zde           | Zde           | Zde           | Zde      | Zde      | Zde      |          |